# Cima del Grostè
Cima del Grostè – szczyt w Dolomitach Brenty, należących do Południowych Alp Wapiennych będących częścią Alp Wschodnich. Leży w północnych Włoszech w regionie Trydent-Górna Adyga.
Na szczyt prowadzi trasa wspinaczkowa zaczynająca się na Passo del Grosté, leżącego na północny wschód od szczytu, do którego można dostać się kolejką gondolową z Madonna di Campiglio, lub szlakiem pieszym z Molveno leżącym na południowy zachód od szczytu. Po około 500-metrowej wspinaczce można ujrzeć wspaniały widok na północną i wschodnią część Grupy Brenta. 